# Horatio Nelson
Horatio Nelson (ur. 29 września 1758 w Burnham Thorpe, zm. 21 października 1805 k. przylądka Trafalgar) – brytyjski admirał, wicehrabia, książę Brontu, baron Nilu. Najsłynniejszy admirał w historii floty brytyjskiej, który dwukrotnie pokonał flotę Francji.

## Życiorys
Na morze wyruszył w wieku 12 lat, wstępując do Royal Navy (królewskiej marynarki brytyjskiej) na żaglowcu dowodzonym przez jego wuja, komandora Maurice’a Sucklinga. Brał udział w wyprawach do Indii Wschodnich oraz uczestniczył w ekspedycjach do Arktyki.
W latach 1775–1776 i 1777–1787 służył w Indiach Zachodnich. Między 1776 a 1777 służył na liniowcu HMS „Worcester” jako pełniący obowiązki porucznika. 9 kwietnia 1777 zdał egzamin na porucznika i dzięki protekcji wuja dostał od razu przydział jako drugi porucznik na fregatę HMS „Lowestoffe”. W 1779 dzięki protekcji otrzymał w wyjątkowo młodym wieku rangę komandora i został wyznaczony na dowódcę 32-działowej fregaty HMS „Hinchinbrooke”. Później dowodził jeszcze kilkoma fregatami. Po powrocie do Anglii w 1787 został przeniesiony do rezerwy.
W wojnie z Francją w roku 1793 objął dowództwo 62-działowego okrętu liniowego HMS „Agamemnon”. W czasie udanego ataku na miejscowość Calvi na rodzinnej wyspie Napoleona, Korsyce, w wyniku uderzenia odłamkiem stracił wzrok w prawym oku. Następnie objął dowództwo większego 74-działowego okrętu liniowego HMS „Captain”.

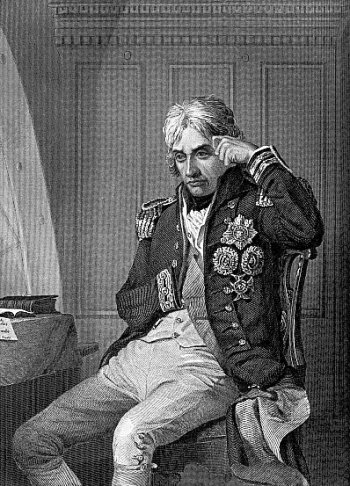
Lord Nelson

W dniu 14 lutego 1797 r., dowodząc tylną strażą okrętów brytyjskich w bitwie morskiej z okrętami hiszpańskimi u przylądka Św. Wincentego, złamał rozkazy przełożonych nakazujące utrzymanie szyku liniowego i zastosował własną taktykę wojenną. Brytyjska flota, licząca 15 okrętów, stanęła naprzeciw 24 okrętów hiszpańskich, nie mając żadnych szans na zwycięstwo. Geniusz Nelsona polegał na tym, że w krytycznym momencie bitwy, widząc hiszpańską przednią straż pod dowództwem admirała Bonaventuriego Moreny i czołowe okręty okrążające tylną straż brytyjską, Nelson wyprowadził 3 swoje okręty z linii i zaatakował czoło okrętów hiszpańskich, odnosząc zwycięstwo. Podczas walki zdobył najpierw abordażem 80-działowy okręt „San Nicolas”, a następnie po jego pokładzie poprowadził swoją załogę do abordażu na 112-działowy „San Josef”. Akcja ta została określona przez marynarzy jako „patentowany most Nelsona do ataku na pierwszą klasę”. Ta wygrana, dzięki nieposłuszeństwu Nelsona, doprowadziła do przyznania mu Orderu Łaźni. Za nieposłuszeństwo i niewykonanie rozkazu, jakiego dopuścił się Nelson, groziła mu kara śmierci. Jednak zgodnie z powiedzeniem „zwycięzców się nie sądzi”, Nelson uratował swoje życie i otrzymał wysokie godności. Głównodowodzący adm. Jervis (otrzymał po bitwie tytuł lorda St. Vincent) podobno miał powiedzieć, że życzyłby sobie, aby każdy łamał rozkazy tak jak Nelson. Po bitwie został 20 lutego 1797 roku mianowany kontradmirałem, jednak awans ten nie był nagrodą za wkład w bitwę, lecz został postanowiony wcześniej i wynikał ze starszeństwa w służbie.
25 lipca 1797 roku, podczas nieudanego ataku na port Santa Cruz de Tenerife na Teneryfie, został ranny w prawe ramię na tyle poważnie, że niezbędna okazała się amputacja ramienia. Nie zdołał przeszkodzić Napoleonowi w wyprawie do Egiptu, ale w roku 1798 pokonał francuską flotę w delcie Nilu. Misja w 1798 r. polegała na nadzorowaniu i przechwyceniu okrętów francuskich dowodzonych przez admirała François Boruyesa, które zdołały wymknąć się do Egiptu. Stało się to możliwe podczas wielkiego sztormu, który zniósł okręty brytyjskie w morze. Pościg podjęty przez Nelsona zakończył się zwycięstwem odniesionym w zatoce Abu Quir (tzw. bitwa nad Nilem). Okręty francuskie były zacumowane w linii przy brzegu, a siły brytyjskie zaatakowały, biorąc je „w dwa ognie” – od strony morza i – co było bardzo ryzykownym manewrem – od strony mielizn. Dzięki temu okręty francuskie (dodatkowo nieprzygotowane do boju od strony brzegu) nie miały możliwości wspierania się w obronie, a Brytyjczycy posiadali podwójną siłę ognia.
Po tej bitwie Nelson otrzymał stopień wiceadmirała i w 1801 zgodził się służyć we Flocie Bałtyckiej, dowodzonej przez admirała Hyde’a Parkera. Flota ta pokonała Duńczyków w bitwie pod Kopenhagą. W trakcie tej bitwy – polegającej na wzajemnym ostrzale twierdzy i floty inwazyjnej – widząc bezskuteczność ataków i coraz większe zniszczenia brytyjskich okrętów, adm. Parker nakazał Nelsonowi wycofanie, na co ten nie zareagował. Na uwagi podwładnych, wskazujące na wywieszone flagi sygnałowe na okręcie admiralskim, Nelson przyłożył lunetę do niewidzącego oka i oświadczył, że nie widzi żadnych rozkazów. W chwilę potem niespodziewanie Duńczycy zaprzestali ognia i poprosili o rozmowy pokojowe, które przyniosły sukces Brytyjczykom.
Po wybuchu nowej wojny z Francją wraz ze swoją flotą znalazł się na Morzu Śródziemnym, gdzie przez 2 lata w Tulonie blokował okręty francuskie. Połączone siły flot – francuskiej i hiszpańskiej – doprowadziły do przerwania blokady.

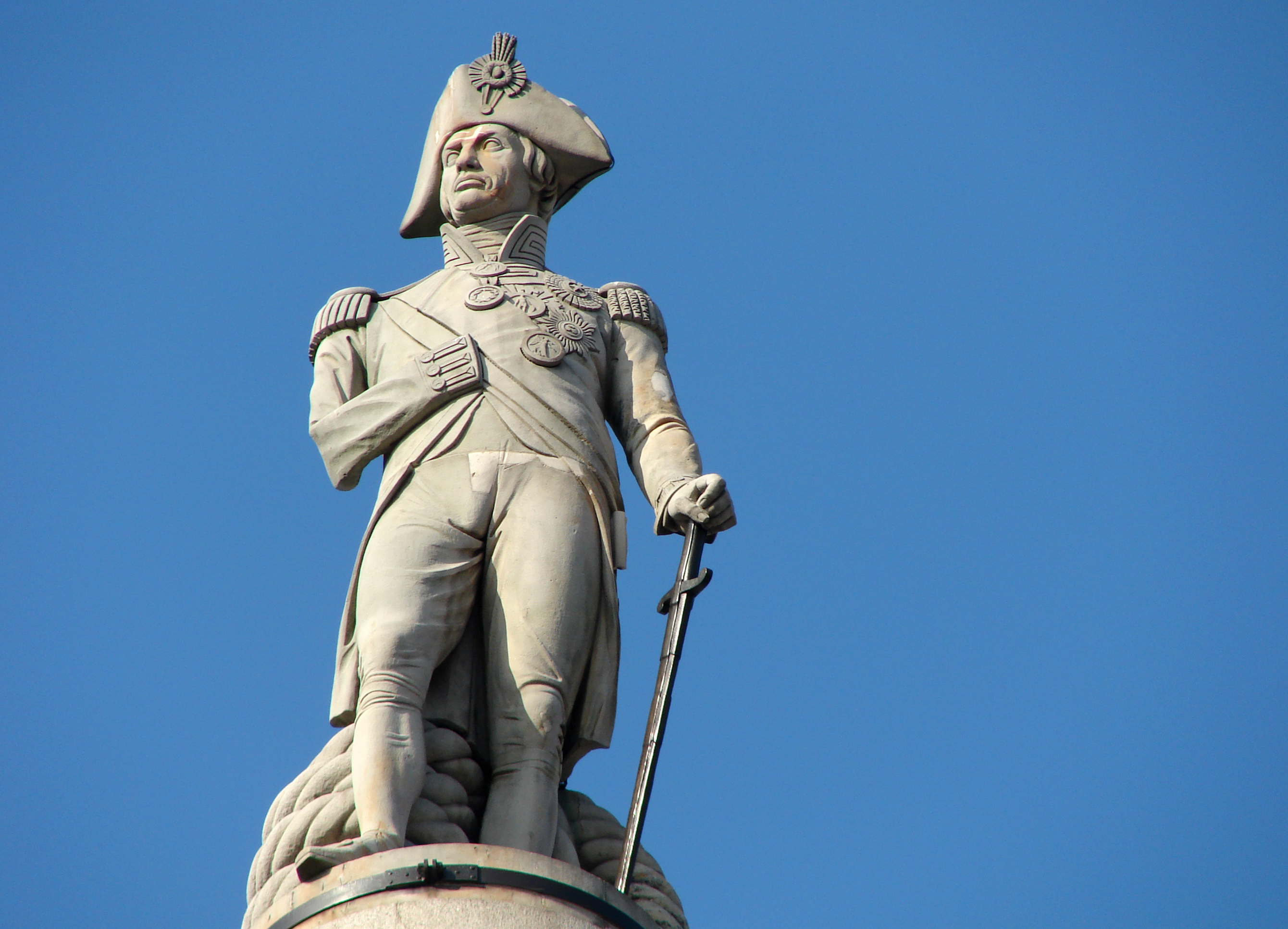
Posąg Nelsona na londyńskim Trafalgar Square

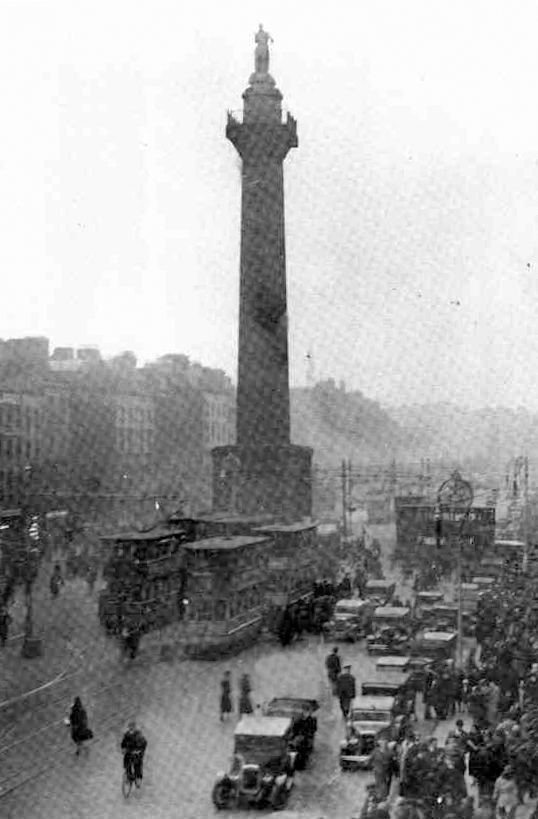
Kolumna Nelsona w Dublinie zniszczona w 1966

21 października 1805 na żaglowcu HMS Victory ostatecznie rozgromił połączone floty Francji i Hiszpanii w bitwie pod Trafalgarem, podczas której został postrzelony w kręgosłup. Zmarł po czterech godzinach tego samego dnia, w trakcie końcowej fazy bitwy, mając świadomość, że odniósł wielkie zwycięstwo. W trakcie bitwy odmówił zejścia pod pokład lub założenia płaszcza zasłaniającego dystynkcje, dlatego stał się łatwym celem dla snajperów francuskich. Była to ostatnia wielka bitwa morska żaglowców. Taktyka Nelsona, Nelson’s Touch, była zbliżona do taktyki z bitew poprzednich, gdzie liczniejszy przeciwnik, płynący w szyku torowym został zaatakowany przez dwie oddzielne grupy operacyjne, w wyniku czego bitwa przekształciła się w pojedynki poszczególnych okrętów, co – przy lepszym wyszkoleniu Brytyjczyków i zniwelowaniu przewagi liczebnej floty hiszpańsko-francuskiej – pozwoliło na odniesienie miażdżącego zwycięstwa. Na marginesie można dodać, że po bitwie rozszalał się niesamowity sztorm i większość pryzów zdobytych w trakcie bitwy oraz część okrętów brytyjskich została wyrzucona na skały lub zatonęła.
Śmiertelnie ranny Nelson miał powiedzieć do kapitana Thomasa Hardy’ego: take care of poor Lady Hamilton (zaopiekuj się biedną Lady Hamilton), później zaś: Kiss me, Hardy (pocałuj mnie Hardy). Po jakimś czasie wymamrotał: Thank God I have done my duty (dzięki Bogu, wypełniłem swój obowiązek), a jego ostatnie słowa brzmiały: God and my country (Bóg i mój kraj).
Po przewiezieniu jego ciała do Londynu urządzono mu państwowy pogrzeb i pochowano w Katedrze św. Pawła. W roku 1849 dla uznania jego zasług w Londynie na Trafalgar Square wystawiono mu kolumnę.
Nelson, jeden z większych dowódców flot wojennych, potrafił dostosować siłę ognia żaglowców do potrzeb ówczesnego pola walki. W Portsmouth w suchym doku stoi HMS „Victory” – żaglowiec, na którym dokonał się żywot Nelsona. Żaglowiec ten jest zachowany i udostępniony zwiedzającym turystom.

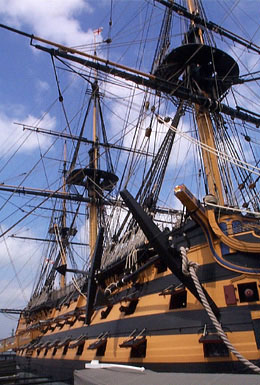
Okręt Victory - na którym przez 1 dzień dowodził Nelson i na którym przypłynęło ciało Nelsona spod Trafalgaru do Wielkiej Brytanii.

## Potomstwo

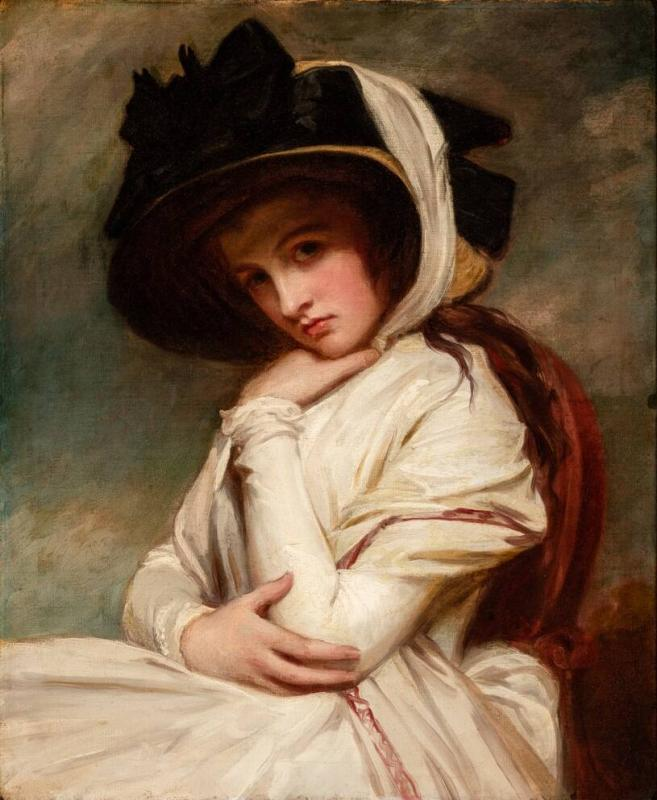
Emma, lady Hamilton

11 marca 1787 Nelson ożenił się z Frances „Fanny” Nisbet, wdową mieszkającą w Nevis, na Karaibach. Ich ślub miał miejsce na sam koniec służby Nelsona na tych wyspach. Fanny Nisbet miała syna z pierwszego małżeństwa, Josiaha, który służył później w marynarce pod komendą ojczyma, i prawdopodobnie uratował mu życie na Teneryfie, opatrując strzaskane ramię i wyprowadzając go z pola walki. Nelson i Fanny nie mieli razem dzieci. Ich małżeństwo faktycznie rozpadło się na przełomie lat 1800/1801, gdy do Anglii przybyło małżeństwo Hamiltonów.
Podczas okupacji francuskiego portu w Tulonie przez wojska brytyjsko-hiszpańskie (okupacja ta została przełamana przez oddziały francuskie pod dowództwem kapitana Napoleona Bonapartego) został wysłany po posiłki do Królestwa Neapolu, gdzie poznał swoją wielką miłość – Emmę, Lady Hamilton (1765-1815), żonę ambasadora brytyjskiego w Neapolu Sir Williama Hamiltona. Emma i jej mąż nie mieli potomstwa. Nelson miał nieślubną córkę z Emmą Hamilton: Horatia Nelson (ur. 28 stycznia 1801 w Londynie, zm. 6 marca 1881 w Beaufort), która wyszła za mąż za Philipa Warda; z tego związku pochodziły:
- Horatio Nelson Ward (ur. 8 grudnia 1822);
- Eleonora Filipa Ward (ur. kwiecień 1824);
- Marmaduke Filip Smyth Ward (ur. 27 maja 1825);
- Jan Jakub Stefan Ward (1827-1829);
- Nelson Ward (ur. 8 maja 1828);
- Wilhelm Jerzy Ward (ur. 8 kwietnia 1830);
- Edmund Ward (ur. 10 lipca 1832);
- Horatia Ward (ur. 24 listopada 1833);
- Filipa Ward (ur. maj 1834);
- Karolina Maria Ward (ur. styczeń 1836).

Druga córka Nelsona i Emmy zmarła wkrótce po swoich narodzinach wiosną 1804. Nelson nigdy jej nie widział. Emma zmarła w ubóstwie po tym, jak wplątała się w hazard, gdy jej córka i Nelsona miała niecałe 14 lat.